# Lupe Cotrim
Lupe Cotrim ou Lupe Cotrim Garaude nome de batismo Maria José Cotrim Garaude (São Paulo, 16 de março de 1933 — Campos do Jordão, 18 de fevereiro de 1970) foi uma poeta e professora universitária brasileira.
É figura de destaque dentre os poetas brasileiros surgidos na segunda metade do século XX. Com formação filosófica, sua obra é marcada pela linguagem culta, aristocrática e sóbria, em que recorria a símbolos e metáforas para expressar-se, fazendo-o com notável economia de palavras. Lupe Cotrim desenvolveu um caminho próprio e independente, transitando da poesia confessional e intimista a poesias marcadas pela crítica social. Como professora, lecionou nos primeiros anos da Escola de Comunicações e Artes da Universidade de São Paulo (ECA/USP), cujo centro acadêmico leva seu nome -  Centro Acadêmico Lupe Cotrim (CALC).
Lupe Cotrim morreu, aos 36 anos, em decorrência de um câncer. Desde 2007, o Instituto de Estudos Brasileiros (IEB) é depositário do acervo da professora-poeta.

## Trajetória
Maria José Cotrim Garaude é filha de Maria de Lourdes Lins Cotrim e do médico Pedro Garaude. Nascida em 16 de março de 1933, na cidade de São Paulo, foi apelidada desde criança como Lupe, uma referência às primeiras sílabas dos prenomes de seus pais. Lupe Cotrim mudou-se com a família para Araçatuba e lá passou sua infância. Após a separação dos pais, ela e sua mãe mudaram-se para a cidade do Rio de Janeiro, onde estudou no Colégio Bennett. Em 1949, voltou a residir em São Paulo para estar mais próxima do pai e integrar-se ao meio cultural paulista.
Concluiu os estudos secundários no Colégio Des Oiseaux e terminou, em 1952, sua primeira graduação no curso de Biblioteconomia e Cultura no Instituto Sedes Sapientiae em São Paulo. Ainda na década de 1950, estudou literatura, línguas, artes e canto lírico.
Entre os anos de 1961 e 1963, apresentou, com o jornalista Joaquim Pinto Nazário, o programa de TV A Semana Passada a Limpo, em que abordavam fatos ocorridos na semana nos campos da política, literatura e artes. Anteriormente produziu e apresentou, junto à escritora Helena Silveira, o programa Mulher, Confidencialmente, ambos exibidos por canais paulistas de televisão. Lupe Cotrim trabalhou na Caixa Econômica Federal, entre 1963 e 1967, a convite de Joaquim Pinto Nazário, então vice-presidente do banco. Ela também trabalhou como atriz ao fazer uma breve participação em A Morte da Strip-Teaser (1969), primeiro curta-metragem do diretor Eduardo Leone, na época seu aluno.
Aos 30 anos de idade, com quatro livros publicados e o quinto a caminho, Lupe Cotrim prestou os exames para cursar a graduação em Filosofia na Faculdade de Filosofia, Ciências e Letras da Universidade de São Paulo (USP). Ingressou no curso em 1963 e formou-se 1966. Lupe Cotrim buscava na Filosofia condições de possibilidade para refletir sobre a linguagem, repensar a efusão do eu lírico em sua escrita e compreender melhor o mundo. Nesse período, a partir de obras de Carlos Drummond de Andrade, João Cabral de Melo Neto e Francis Ponge, perscrutou possibilidades de certa modalidade de "poesia fenomenológica".

Em correspondência com o poeta Carlos Drummond de Andrade, seu amigo e interlocutor, disse que:

Entrei na faculdade de Filosofia, há anos que eu a vinha namorando de longe. Minha realização como poeta só se efetivará na medida da minha concepção do mundo - quero dar [à minha poesia] a objetividade de que necessita. [E comunicava ao amigo:] Você nem imagina como é admirado e querido entre os professores (todos jovens, cultos, inteligentes, um Brasil de causar a maior esperança). Sua poesia é sentida e compreendida lá no fundo.
Na mesma universidade, iniciou seu doutorado em Estética, sob orientação de Gilda de Mello e Souza, com pesquisa sobre a poética do escritor francês Francis Ponge, contudo, em decorrência de sua morte prematura - em 1970 devido a um câncer -, não chegou a concluí-lo.

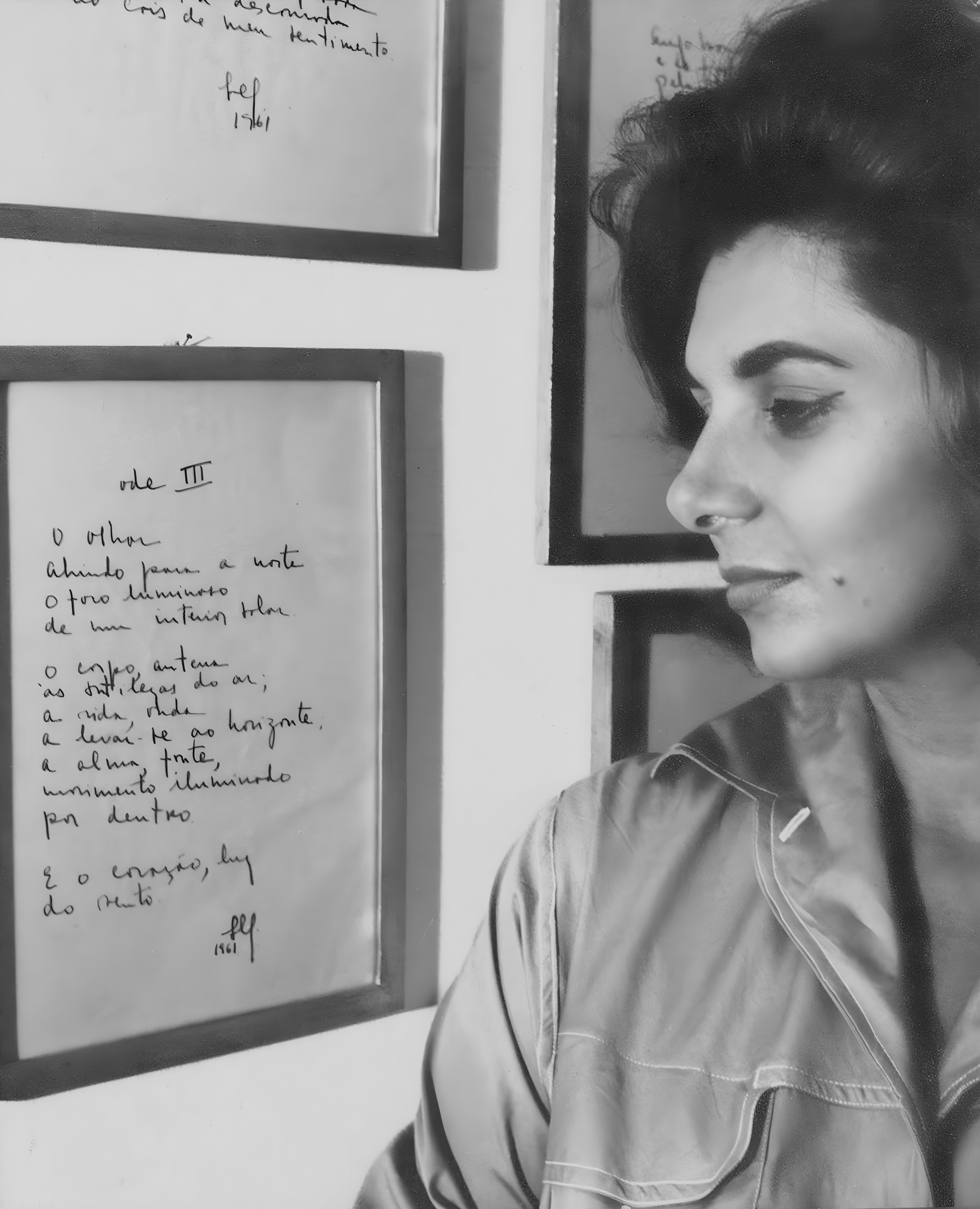
Lupe Cotrim em mostra de poemas, 1961

### Percurso Poético
Dentre os poetas brasileiros surgidos na segunda metade do século XX, Lupe Cotrim é figura de destaque. Com uma obra marcada pela linguagem culta, aristocrática e sóbria, recorria a símbolos e metáforas expressando-se com notável economia de palavras.
Inicialmente, sua obra foi marcada pelo subjetivismo formalista e pelo apego ao sublime dos poetas dos anos 1945, no entanto, desenvolveu um caminho próprio e independente transitando do lirismo confessional e intimista a poesias marcadas pela crítica social, nas quais emerge uma linguagem elíptica e antioratória.
Seu livro de estreia, Monólogos do Afeto (1956), com ilustrações de Darcy Penteado, foi bem recebido pela crítica e considerado um dos principais lançamentos de poesia do ano. Neste período, Lupe Cotrim viajou ao Rio de Janeiro para divulgar sua obra e conheceu o escritor Carlos Drummond de Andrade, com quem cultivou o diálogo e a troca de cartas. De 1956 até 1970, lançou mais seis obras, dentre elas, Entre a Flor e o Tempo: Poesia (1961) que trouxe texto de orelha escrito pelo jornalista e escritor Cassiano Ricardo, apresentando a obra como uma "fascinante aventura lírica".
Poemas ao Outro, publicado em 1970 pelo Conselho Estadual de Cultura, com prefácio do escritor André Carneiro, evidencia preocupação social, ressoando uma exigência ética presente na cultura brasileira dos anos 1950-1960. A obra recebeu o Prêmio Jabuti,o Prêmio Governador do Estado e o prêmio de Poesia da Fundação Cultural do Distrito Federal.
Realizou também, em parceria com José Arthur Giannotti, a tradução do ensaio Ciências Humanas e Filosofia do filósofo e crítico francês Lucien Goldmann.  Após o falecimento de Lupe Cotrim, foram publicadas mais duas obras suas: Obra Consentida (1973), composta por uma seleção de poemas dos seus cinco primeiros livros e a antologia Encontro (1984), organizada por seu filho Marco Giannotti e com resenha crítica do professor e poeta Cacaso.

### Influências
Lupe Cotrim considerava-se poeta pós-drummondiana, tendo sido influenciada pela poesia de Carlos Drummond de Andrade. Ao refletir sobre suas obras, considerou a primeira fase da sua produção poética "ultrapassada" e afirmou que "com Inventos, começou uma nova época da poesia em mim. Deixei de me ver, de me mostrar procurando dar nova faceta de minha poesia."
A partir das epígrafes de seus dois primeiros livros, é possível constatar influências de trovadores provençais como Rainer Maria Rilke, Giraut de Borneil, Paul Verlaine, Rabindranath. Entre os hispânicos, Juan Ramón Jimenez era um de seus poetas prediletos tendo repercutido em suas primeiras poesias. Dele, Lupe Cotrim selecionou poemas que foram publicados no jornal O Estado de S. Paulo. Dentre os brasileiros estão Carlos Drummond de Andrade, Manuel Bandeira, Cecília Meireles, Vinícius de Moraes, entre outros.
Em suas leituras, Lupe Cotrim enveredava por áreas como Literatura, Filosofia e Ciências sociais, estudando textos de psicanálise, do feminismo ensaístico de Simone de Beauvoir e obras de autores como Michel Foucault, Merleau-Ponty, Karl Marx, Heidegger e Lévi-Strauss.

### Recepção Crítica
Suas obras foram elogiadas por jornalistas, críticos literários e escritores, como César Leal, Lygia Fagundes Telles e Cacaso.

Em 1983, ano do cinquentenário do nascimento de Lupe Cotrim, Renata Pallottini, poetisa e também sua amiga, dedicou-lhe uma poesia: 
Todo poeta é uma flor que permanece/Espada aérea e franca/Contra a morte. Todo poeta é uma cor que permanece/No olhar sobrevivente/E na luz das manhãs que voltam sempre/Lupe/Lume de azul/Longe beleza/ Antena sobre o espaço/E carne quente/Sílaba proferida, pesadelos/A transitoriedade que se esquece/Na luta pela vida/Passageira/Todo poeta é uma dor que permanece.

### Docência
Em 1968, Lupe Cotrim foi convidada pelo professor Julio Garcia Morejón, diretor da então Escola de Comunicações Culturais, posteriormente renomeada Escola de Comunicações e Artes, para integrar a equipe de professores fundadores desta Escola. Inicialmente, recusou o convite, afirmando que não sabia o suficiente de Filosofia para assumir uma turma universitária, no entanto, acabou aceitando posteriormente, passando a ministrar aulas de Estética no Departamento de Estudos Históricos e Filosóficos, posteriormente nomeado Departamento de Comunicações e Artes.
Sua notável atuação diante dos desafios da recém-criada unidade da USP e, ao mesmo tempo, da conjuntura política adversa que o país atravessava mobilizou os estudantes a homenagearem-na, nomeando, em 1970, o centro acadêmico da escola Centro Acadêmico Lupe Cotrim (CALC).
Ismail Xavier, professor universitário e também ex-aluno de Lupe Cotrim, observa que a professora-poeta conduzia o diálogo com os estudantes de modo hábil e sensível, exprimindo seu modo de ser e estar no mundo. Para ele, 
Ela deixou a sua marca e sua inspiração como poeta, professora, alguém cujo diálogo franco gerou debates em que ela se expôs daquela forma intensa que lhe era característica, e nos fez viver com maior profundidade o momento cultural, seja na discussão de exposições de arte, em particular a Bienal de São Paulo, de filmes, de peças, tudo feito de modo a conectar a reflexão mais conceitual sobre as artes e o curso de estética à atividade crítica dirigida ao contemporâneo.

## Obras

### Lista de Obras
Publicou sete livros de poesia lírica entre os anos de 1956 e 1970 e teve duas obras publicadas postumamente, são elas:
- 1984: Encontro (Brasiliense) - Antologia de poemas selecionados por Marco Giannotti.[48][49]
- 1973: Obra Consentida (Brasiliense)[50][49]
- 1970: Poemas ao Outro (Conselho Estadual de Cultura) [26][49]
- 1967: Inventos: poesia (José Olympio)[51][49]
- 1964: O Poeta e o Mundo: Poesia (José Olympio)[52][49]
- 1963: Cânticos da Terra (Massao Ono)[53][49]
- 1961: Entre a Flor e o Tempo: Poesia (José Olympio)[24][49]
- 1959:  Raiz Comum (Civilização Brasileira)[35][49]
- 1956: Monólogos do Afeto (Edigraf)[21][49]

## Prêmios
- 1969 – Prêmio Governador do Estado, categoria poesia - Com a obra Poemas ao Outro.[54]
- 1969 – Prêmio de Poesia da Fundação Cultural do Distrito Federal.[55]
- 1970 – 12º Prêmio Jabuti, categoria Poesia - Com a obra Poemas ao Outro (póstumo).[27]